# Mühldorf (Kärnten)
Mühldorf ist eine Gemeinde mit 1004 Einwohnern (Stand 1. Jänner 2024) im Süden von Österreich im Bezirk Spittal an der Drau in Kärnten.

## Geographie
Das Gemeindegebiet liegt im untersten Mölltal und wird nördlich von der Reißeckgruppe und südlich von der Kreuzeckgruppe begrenzt.

### Gemeindegliederung
Die Gemeinde Mühldorf gliedert sich in drei Ortschaften (in Klammern Einwohnerzahl Stand 1. Jänner 2024):
- Mühldorf (911)
- Rappersdorf (88)
- Sachsenweg (5)

Einzige Katastralgemeinde ist Mühldorf.

### Nachbargemeinden

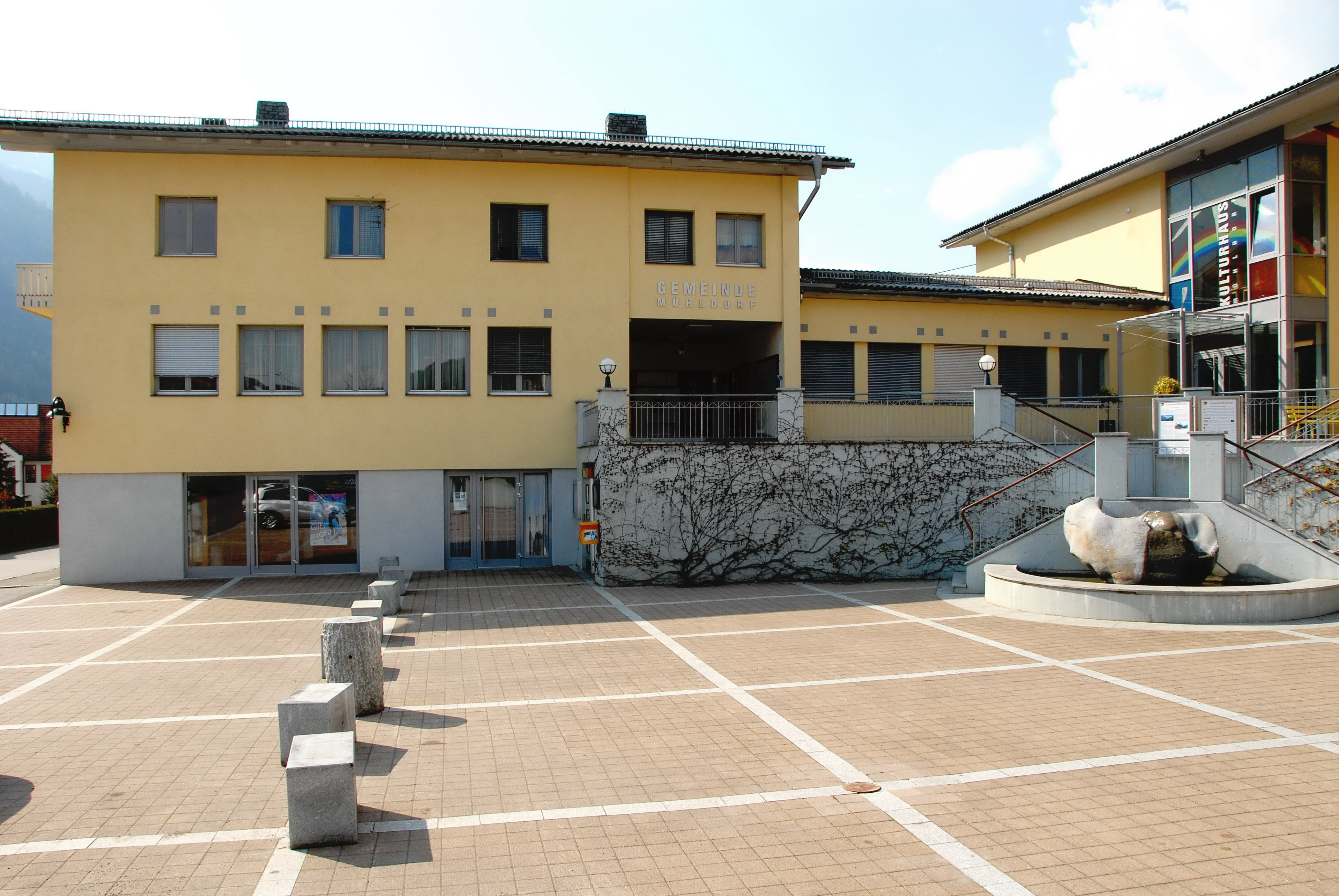
Gemeindeamt in Mühldorf

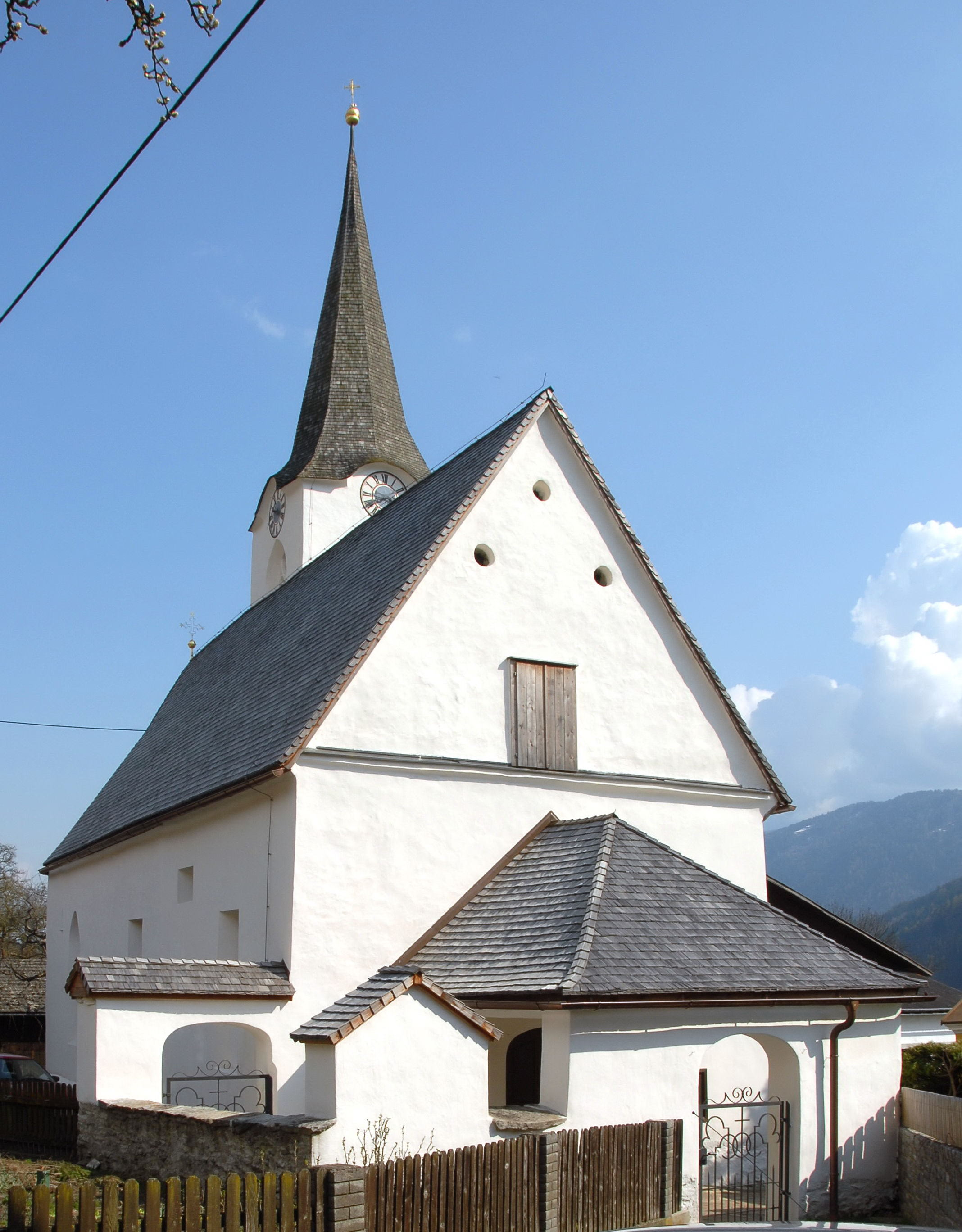
Pfarrkirche Sankt Vitus

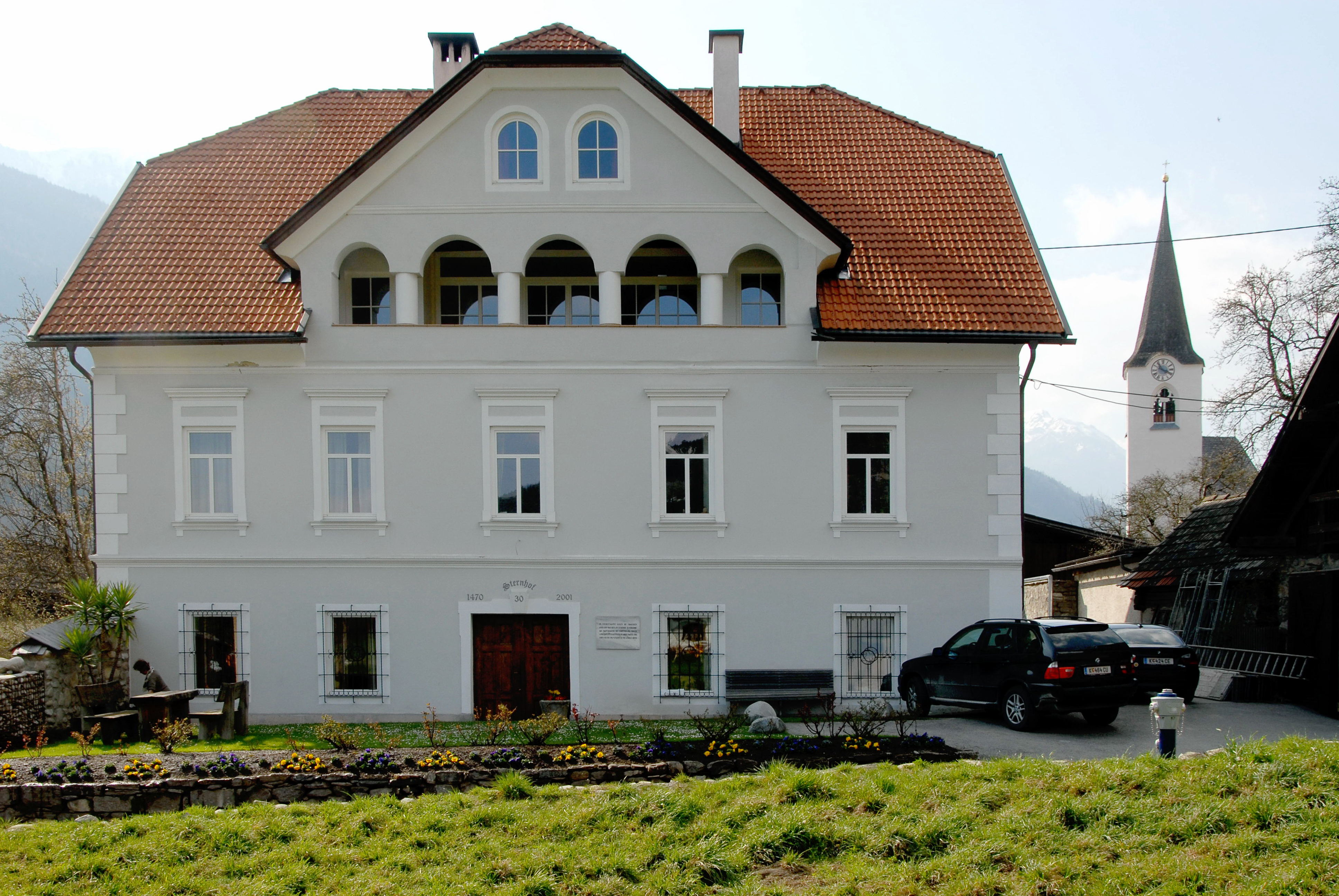
Sternhof aus dem Jahr 1470, renoviert 2001

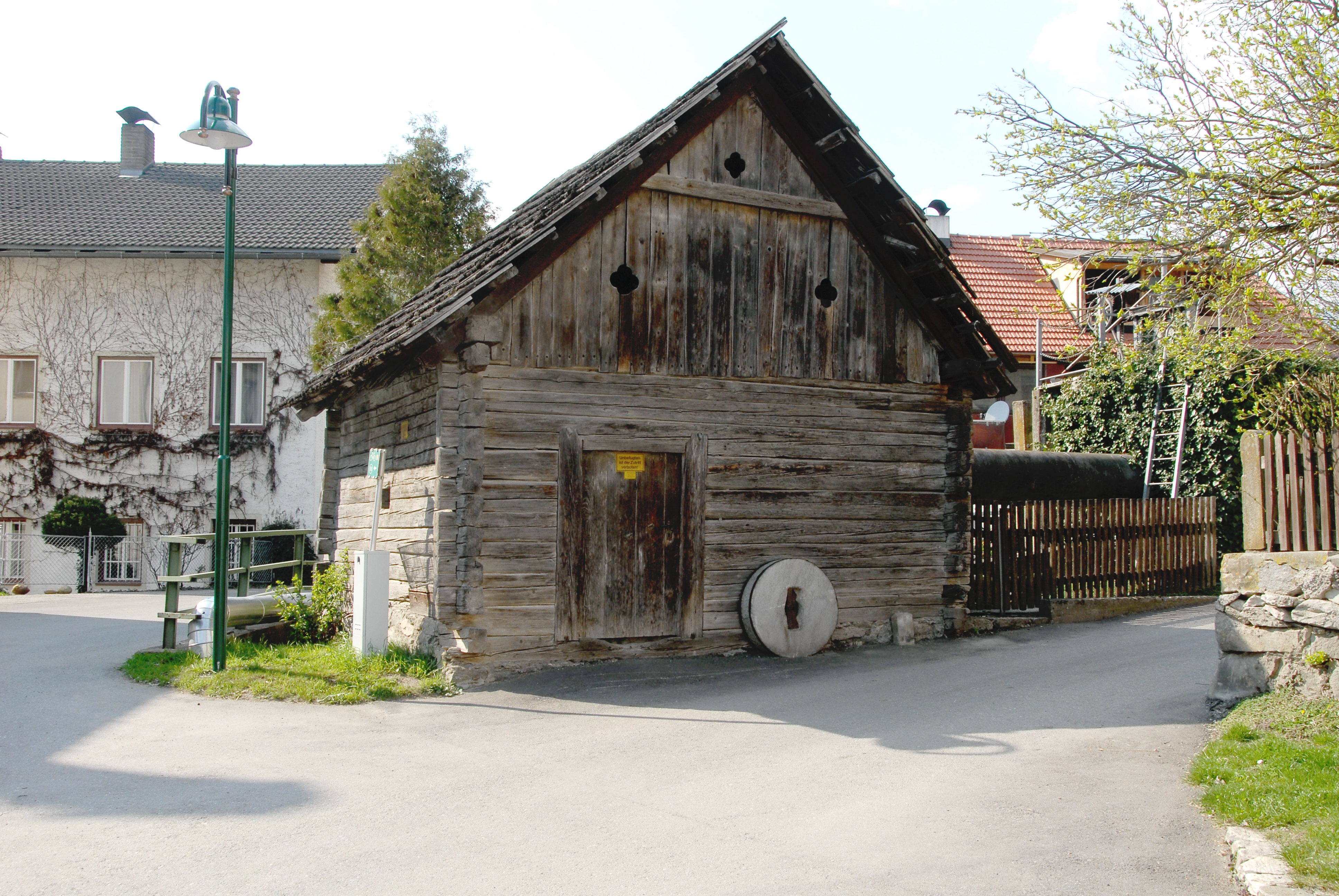
Eine der alten außer Betrieb stehenden Mühlen am Mühldorfer Bach

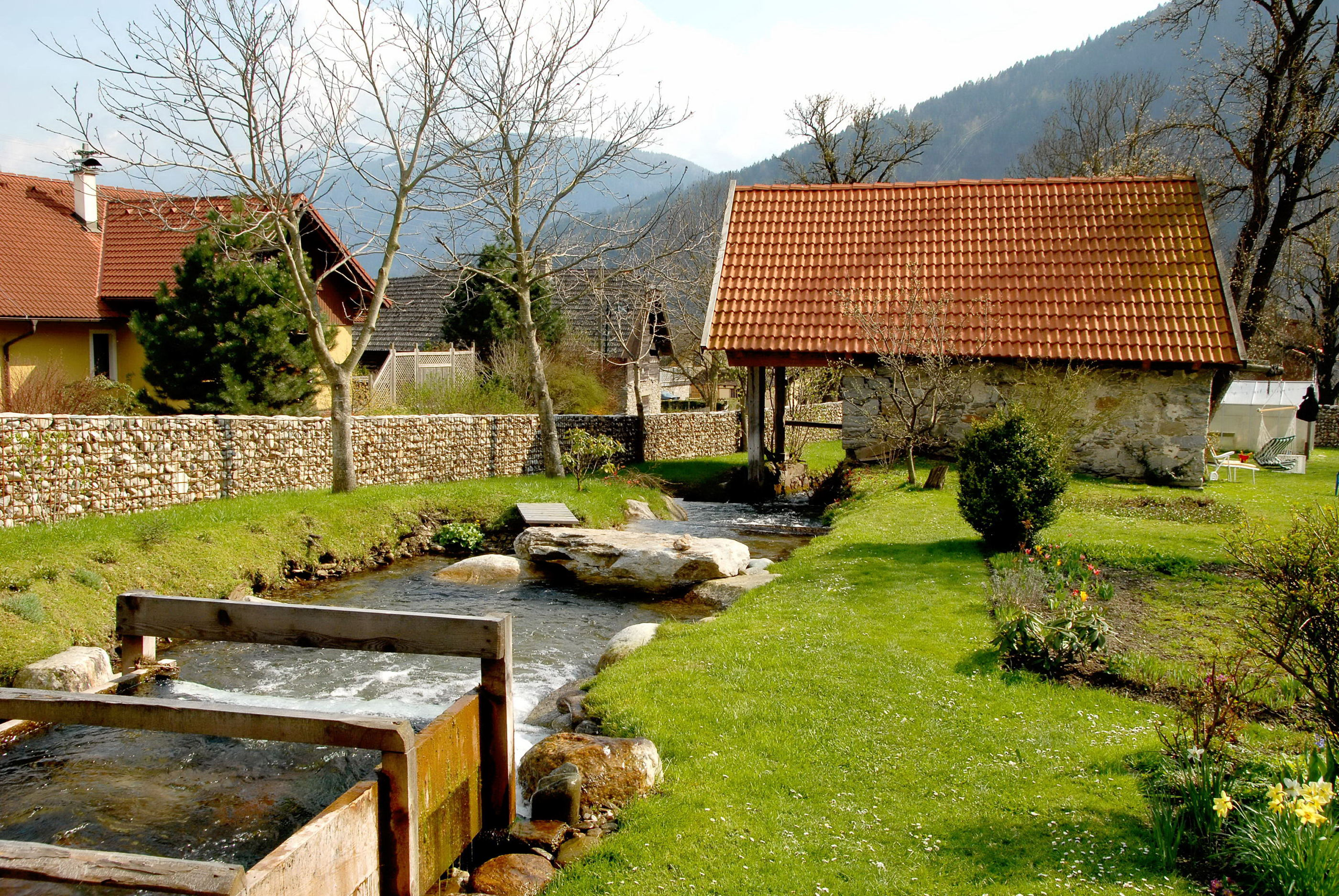
Mühldorfer Bach

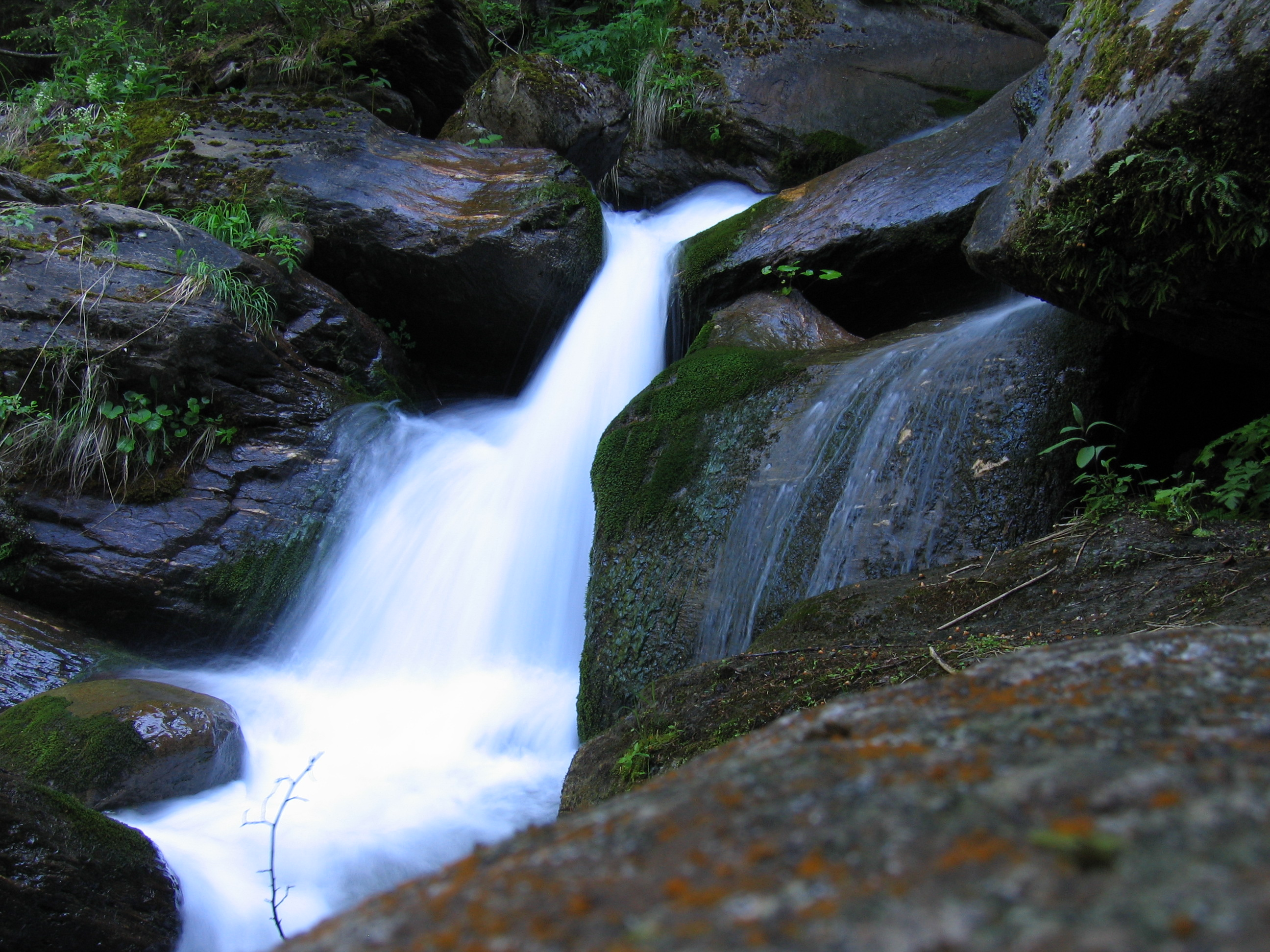
Klinzerschlucht

|         |                                             | Trebesing / Lendorf |
| Reißeck | Kompassrose, die auf Nachbargemeinden zeigt | Lurnfeld            |
|         | Sachsenburg                                 |                     |

## Geschichte
In der älteren Forschung ging man davon aus, dass Muldorf erstmals in einer Urkunde von Papst Alexander III., unterzeichnet am 6. April 1177 in Venedig, genannt sei. In diesem Dokument ist der weitgestreute Besitz des Stifts Millstatt detailliert beschrieben. Der Standort dreier erwähnter Sudpfannen zur Salzgewinnung, die Stadt Halla, ist mit Bad Reichenhall und nicht mit Mühldorf gleichzusetzen.
Mühldorf erhielt seinen Namen von den zahlreichen Mühlen, die entlang des Mühldorfer Baches errichtet wurden. Von den ursprünglich elf Mühlen arbeiten heute noch zwei, die Trattner Mühle und die Glanzer Mühle zählen zu den bekanntesten Kunstmühlen Oberkärntens.
1844 wurde in Mühldorf von Johann Hopfgartner die gleichnamige Lodenfabrik errichtet, welche bis in die 1990er-Jahre produzierte und weit über die Grenzen hinaus bekannt war.
Neben der vorherrschenden Landwirtschaft war auch der Bergbau lange Zeit ein wichtiger Wirtschaftsfaktor. Bis 1918 bestand ein Hammerwerk in dem Mühldorfer Raffinier- und Tiegelstahl hergestellt wurde. 1920 errichteten die Treibacher Chemiewerke das Kraftwerk Mühldorf am Seebach. Nach dem Zweiten Weltkrieg wurde es von den österreichischen Draukraftwerken abgelöst. Früher war auch die Flößerei, der Abbau von Kalk und das Brennen von Ziegel sowie Bergbau (Asbest und Talk) von Bedeutung. Die Landwirtschaft war aber nach wie vor ein wichtiges Standbein für die einheimische Bevölkerung. Der Grundbesitz verteilte sich bis 1848 auf die Grundherrschaften von Millstatt, Oberfalkenstein, Sommeregg und Sachsenburg.
1850 konstituierte sich die Ortsgemeinde Mühldorf, diese wurde 1865 der Marktgemeinde Obervellach angeschlossen und kam elf Jahre später zur Ortsgemeinde Kolbnitz. Ab 1913 war Mühldorf zunächst bis 1973 selbstständig und wurde dann im Zuge der Gemeindereform in die Gemeinde Reißeck eingemeindet. Im Jahre 1992 erlangte die Gemeinde nach einer Volksabstimmung wieder ihre Eigenständigkeit.
1898 wurden Teile eines Badehauses aus der Römerzeit auf der Haselangerwiese freigelegt. 2017 weisen geophysikalische Untersuchungen der Nachbarschaft auf weitere Gebäude hin. Seit April 2018 erfolgen noch im September 2022 laufende Grabungen. Ergebnis ist eine 2000 Jahre alte Siedlung, Nahrungsreste lassen auf Reichtum und Handel schließen. Silberbergbau wird vermutet, der hier noch bis zum Mittelalter lief. Die Josephinische Landesaufnahme verzeichnet noch Bergwerksgruben und auf Bergbau hinweisende Flurnamen.

## Bevölkerung
Laut Volkszählung 2001 hat Mühldorf 963 Einwohner, davon sind 92,5 % österreichische und 3,4 % kroatische Staatsbürger. 80,8 % der Bevölkerung bekennen sich zur römisch-katholischen und 6,1 % zur evangelischen Kirche, 1,8 % zum Islam. 6,7 % der Einwohner sind ohne religiöses Bekenntnis.
Die Gemeinde wuchs von 410 Einwohnern im Jahr 1869 auf über 1.000 Einwohner in der Mitte des 20. Jahrhunderts, um danach wieder leicht zu sinken. Eine positive Wanderungsbilanz stabilisiert seit der Jahrtausendwende die Bevölkerungszahl.

### Bevölkerungsentwicklung
| Mühldorf: Einwohnerzahlen von 1869 bis 2024         | Mühldorf: Einwohnerzahlen von 1869 bis 2024 | Mühldorf: Einwohnerzahlen von 1869 bis 2024 | Mühldorf: Einwohnerzahlen von 1869 bis 2024 | Mühldorf: Einwohnerzahlen von 1869 bis 2024 |
| --------------------------------------------------- | ------------------------------------------- | ------------------------------------------- | ------------------------------------------- | ------------------------------------------- |
| Jahr                                                |                                             |                                             |                                             | Einwohner                                   |
| 1869                                                | 1869                                        |                                             | 410                                         | 410                                         |
| 1880                                                | 1880                                        |                                             | 426                                         | 426                                         |
| 1890                                                | 1890                                        |                                             | 485                                         | 485                                         |
| 1900                                                | 1900                                        |                                             | 529                                         | 529                                         |
| 1910                                                | 1910                                        |                                             | 665                                         | 665                                         |
| 1923                                                | 1923                                        |                                             | 708                                         | 708                                         |
| 1934                                                | 1934                                        |                                             | 753                                         | 753                                         |
| 1939                                                | 1939                                        |                                             | 822                                         | 822                                         |
| 1951                                                | 1951                                        |                                             | 1.114                                       | 1.114                                       |
| 1961                                                | 1961                                        |                                             | 1.039                                       | 1.039                                       |
| 1971                                                | 1971                                        |                                             | 979                                         | 979                                         |
| 1981                                                | 1981                                        |                                             | 973                                         | 973                                         |
| 1991                                                | 1991                                        |                                             | 892                                         | 892                                         |
| 2001                                                | 2001                                        |                                             | 963                                         | 963                                         |
| 2011                                                | 2011                                        |                                             | 1.007                                       | 1.007                                       |
| 2021                                                | 2021                                        |                                             | 1.006                                       | 1.006                                       |
| 2024                                                | 2024                                        |                                             | 1.004                                       | 1.004                                       |
| Quelle(n): Statistik Austria, Gebietsstand 1.1.2021 |                                             |                                             |                                             |                                             |

## Kultur und Sehenswürdigkeiten

### Bauwerke
- Die Pfarrkirche Mühldorf wurde 1177 erstmals urkundlich erwähnt und ist dem hl. Vitus geweiht.
- Die Filialkirche Heiliger Andreas in Rappersdorf liegt etwa 1,5 km östlich von Mühldorf. Sie wurde 1388 erstmals urkundlich erwähnt.
- Das profane Bauwerk des Sternhofs, direkt am Mühldorfer Bach gelegen, wurde im Jahre 1470 erbaut und 2001 renoviert. Im Freiheitskampf gegen die Franzosen im Jahr 1809 befand sich darin das Hauptquartier des Kärntner und Tiroler Landsturms unter Kommando des Obristen Johann Baptist Türk, einem Freund und Mitkämpfer von Andreas Hofer.
- Indoor-Kletterpark „The Rock“ mit ca. 1.200 m² Kletterfläche. Die Halle enthält einen Boulderraum, Vorstieg-, Toprope- und Übungswände mit einer Höhe zwischen 11 und 16 m, sowie ein Informationszentrum des Nationalparks Hohe Tauern, ein Fitnesscenter und ein Bistro.

### Naturdenkmäler
- Barbarossaschlucht (auch Klinzerschlucht genannt)

## Wirtschaft und Infrastruktur
Die wichtigsten Wirtschaftszweige sind Landwirtschaft, Gewerbe und Fremdenverkehr. In der Landwirtschaft überwiegt die Viehhaltung, die wichtigsten Gewerbebetriebe sind eine Mühle und holzverarbeitende Betriebe. Die Gemeinde zählt jährlich zwischen 5000 und 10.000 Übernachtungen mit einer flachen Spitze im Sommer.

### Wirtschaftssektoren
Die folgende Tabelle zeigt die Entwicklung der Betriebsanzahl und der Beschäftigten in den Wirtschaftssektoren:
| Wirtschaftssektor            | Anzahl Betriebe | Anzahl Betriebe | Anzahl Betriebe | Erwerbstätige | Erwerbstätige | Erwerbstätige |
| Wirtschaftssektor            | 2021            | 2011            | 2001            | 2021          | 2011          | 2001          |
| ---------------------------- | --------------- | --------------- | --------------- | ------------- | ------------- | ------------- |
| Land- und Forstwirtschaft 1) | 14              | 28              | 24              | 16            | 13            | 13            |
| Produktion                   | 20              | 13              | 14              | 96            | 74            | 46            |
| Dienstleistung               | 50              | 51              | 25              | 213           | 169           | 74            |

1) Betriebe mit Fläche in den Jahren 2010 und 1999, Arbeitsstätten im Jahr 2021

### Verkehr
- Eisenbahn: Durch das Gemeindegebiet verläuft die Tauernbahn. Am Bahnhof Mühldorf-Möllbrücke halten nur wenige Regionalzüge.[15] Der nächste Bahnhof mit regelmäßiger Schnellbahnverbindung ist Möllbrücke-Sachsenburg an der Drautalbahn,[15] rund 4 Kilometer entfernt.
- Straße: Die wichtigste Verkehrsverbindung ist die Mölltal Straße B106.
- Rad: Die Möll entlang führt der Glockner Radweg R8.

## Politik

### Gemeinderat und Bürgermeister
Der Gemeinderat von Mühldorf hatte bis 2021 11 Mitglieder und seither bedingt durch eine höhere Einwohnerzahl 15 Mitglieder.
- Mit der Gemeinderatswahl 2015 hatte er folgende Zusammensetzung: 4 FPÖ, 4 SPÖ und 3 L(i)ebenswertes Mühldorf (LWM) Parteifrei/ÖVP.[17]
- Mit der Gemeinderatswahl 2021 hat er folgende Zusammensetzung: 7 FPÖ, 4 SPÖ und 4 LWM.[18]

Direkt gewählter Bürgermeister ist seit 2003 Erwin Angerer (FPÖ).

### Wappen
Das Wappen wurde Mühldorf nach der neuerlich erlangten Selbständigkeit am 21. Juni 1994 verliehen. Die Blasonierung lautet: Von Grün und Gold durch einen schrägrechten, in verwechselten Farben geteilten Wellenbalken geteilt, oben begleitet von einem goldenen Mühlrad, unten von einem grünen M.
Das grüne M im unteren Teil, dessen Aufnahme von der Gemeinde ausdrücklich erbeten wurde, steht sowohl für den Orts- und Gemeindenamen als auch für die Möll, die zusätzlich im Wellenbalken symbolisiert wird. Im oberen Teil des Wappens befindet sich ein goldenes Mühlrad. Die Fahne von Mühldorf ist Grün-Gelb mit eingearbeitetem Wappen.

## Persönlichkeiten

### Söhne und Töchter der Gemeinde
- Helga Stiller (* 1941), Politikerin (CDU)
- Erwin Angerer (* 1964), Politiker (FPÖ), Abgeordneter zum Nationalrat

### Mit der Gemeinde verbundene Persönlichkeiten
- Heimo Scheuch (* 1966), Manager
- Kurt Scheuch (* 1967), Land- und Forstwirt sowie Politiker (FPK, davor BZÖ und FPÖ)
- Robert Scheuch (1896–1974), Landwirt und Politiker (FPÖ, davor VdU)
- Uwe Scheuch (* 1969), Landwirt und Politiker (FPK, davor BZÖ und FPÖ)